# La mà trencada
La mà trencada fou una revista quinzenal catalana creada, dirigida i editada per Joan Merli i Pahissa que va ser publicada per primer cop el 6 de novembre de 1924 i es van seguir publicant números fins al 31 de gener de 1925, (tot i que en el llibre de Torrent i Tassis hi ha un error i hi està escrit que l'últim número es va publicar el 5 de gener de 1926) havent-hi un total de 6 números. Pel que fa al format de la revista, tenia una grandària de 270x210 mm i es va imprimir a la impremta “Omega”, situada al carrer Ample 53 a Barcelona. Cada número constava de 20 pàgines a dues columnes i valia una pesseta. La seva presentació era molt bona, amb nombroses imatges dedicades a artistes catalans moderns. “La Mà trencada” es pot incloure dins del conjunt de diferents revistes i publicacions d'art que també va dirigir Joan Merli i Pahissa. Entre aquestes obres hi ha la revista “Quatre Coses”, “Les Arts Catalanes” i l'excel·lent revista “Art”.
La temàtica de la revista era la poesia i la literatura dels escriptors catalans de l'època d'orientacions modernes i per aquest motiu la revista consistia en alguna biografia dels autors i els seus treballs, tant literaris com plàstics.
En la revista es van publicar treballs literaris dels autors Joan Crexells, Josep Maria López-Picó, Carles Soldevila, Agustí Esclasans i Folch, Carles Riba, Josep M. De Sagarra i Joan Salvat-Papasseit, qui just acabava de morir quan es va començar a produir la revista. També hi havia fotografies de les escultures d'Enric Casanovas i a la coberta de l'últim número es reprodueix un dibuix de Pablo Ruiz Picasso, del qual hi ha més obres a l'interior.